# Relazioni topografiche di Filippo II
Relaciones topográficas de los pueblos de España, hechas de orden de Felipe II (in italiano Relazioni topografiche dei paesi di Spagna, realizzate per ordine di Filippo II è il nome comunemente utilizzato per riferirsi a un'opera statistica, che è il risultato dell'impresa intrapresa da Filippo II di Spagna con l'obiettivo di fornire una descrizione dettagliata di tutti gli insediamenti dei regni che governava. Tuttavia, sono anche conosciute con altri nomi, come quello dato dal Padre Miguélez nella sua opera "La città di Dio" (1915), che le chiama Relaciones histórico-geográficas de los pueblos de España (in italiano Relazioni storico-geografiche dei paesi di Spagna).

## Composizione
Questa opera è composta da sette volumi (sei dedicati ai paesi e alle città, e il settimo dedicato in modo monografico alla città di Toledo). L'originale è conservato nella biblioteca del Monastero di San Lorenzo de El Escorial, anche se ne esiste una copia presso la Real Academia de la Historia. L'opera segue una struttura di questionario predefinito con domande (chiamate capitoli nell'opera) relative agli aspetti sociologici, demografici, geografici, strategici ed economici di ogni località. Delegazioni di uomini anziani, saggi o istruiti di ogni luogo dovevano rispondere al questionario con il maggior numero possibile di dati. Lo scopo di questa opera era in linea con l'approfondito controllo burocratico di Filippo II, cercando di ottenere una conoscenza dettagliata di ogni luogo nel regno. Va notato in modo aneddotico che nella versione manoscritta dell'opera sono inclusi mezzo dozzina di disegni di mappe, stemmi o altri elementi rilevanti che lo scrivano o alcuni testimoni hanno ritenuto opportuno rappresentare graficamente.
È molto probabile che l'idea originale di intraprendere questa opera sia emersa dalla lettura da parte di Filippo II degli scritti della "Descrizione e cosmografia di Spagna", un'opera inedita di Fernando Colombo che, attraverso varie mani, è stata infine inclusa nell'opera di Pedro de Medina e Florián de Ocampo intitolata "Grandezas de España", stampata a Siviglia nel 1548 e ad Alcalá nel 1566.

## Risultato
Il risultato di questo studio non doveva avere un impatto significativo, poiché non fu stampato, e Filippo II, insoddisfatto, decise di inviare una cédula ai governatori e corregidores dei paesi, con un questionario di 59 domande. Il risultato del questionario fu inviato al sovrano nel luglio del 1578, anche se non fu di suo gradimento, quindi il 7 agosto 1578, Filippo II inviò un nuovo interrogatorio di 45 capitoli. L'opera conservata mostra una combinazione dei tre questionari, con la circostanza aggiuntiva che alcuni paesi risposero a più di uno di essi, nonostante il Re avesse preso la precauzione di esentare dai singoli interrogatori i municipi che avessero già risposto a uno precedente.
Tuttavia, il risultato distò molto da quello originariamente pianificato. Le "Relaciones topográficas" descrivono poco più di 700 località, tutte in un'area molto specifica. Ciò che all'epoca era conosciuto come Castiglia la Nuova (province di Madrid, Guadalajara, Toledo, Cuenca, Ciudad Real), parte del Regno di Murcia (provincia di Albacete e alcuni paesi della provincia di Murcia), oltre a alcune delle province di Alicante, Cáceres e Jaén.
Pur rappresentando solo una piccola parte della popolazione della Spagna dell'epoca, è innegabile che abbiano un valore incalcolabile per comprendere la realtà spagnola della fine del XVI secolo. Infatti, lo sforzo amministrativo instancabile compiuto dal governo di Filippo II oggi ci offre l'opportunità di ottenere informazioni altrimenti impossibili da raccogliere, poiché in molti casi si riferiscono a piccoli villaggi che, altrimenti, non avrebbero mai trovato posto in alcun documento ufficiale.